# Museu Nacional de Gongju

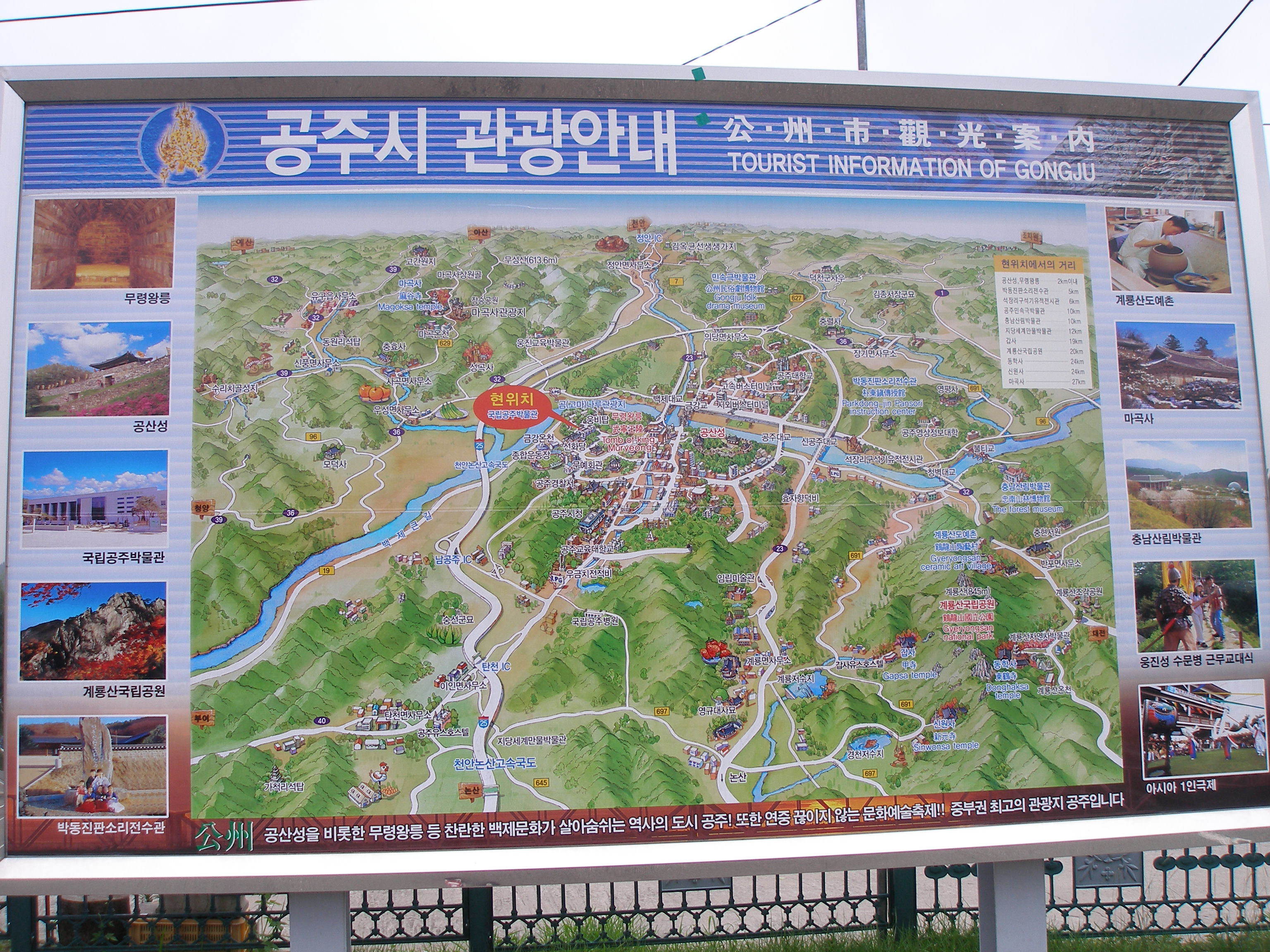
Mapa turístico do Museu Nacional de Gongju

O Museu Nacional de Gongju é um museu nacional localizado em Gongju, na província de Chungcheong do Sul, Coreia do Sul. Preserva os tesouros culturais escavados ao norte da província, em especial artefatos descobertos na tumba do Rei Muryeong em 1971.

## Galeria

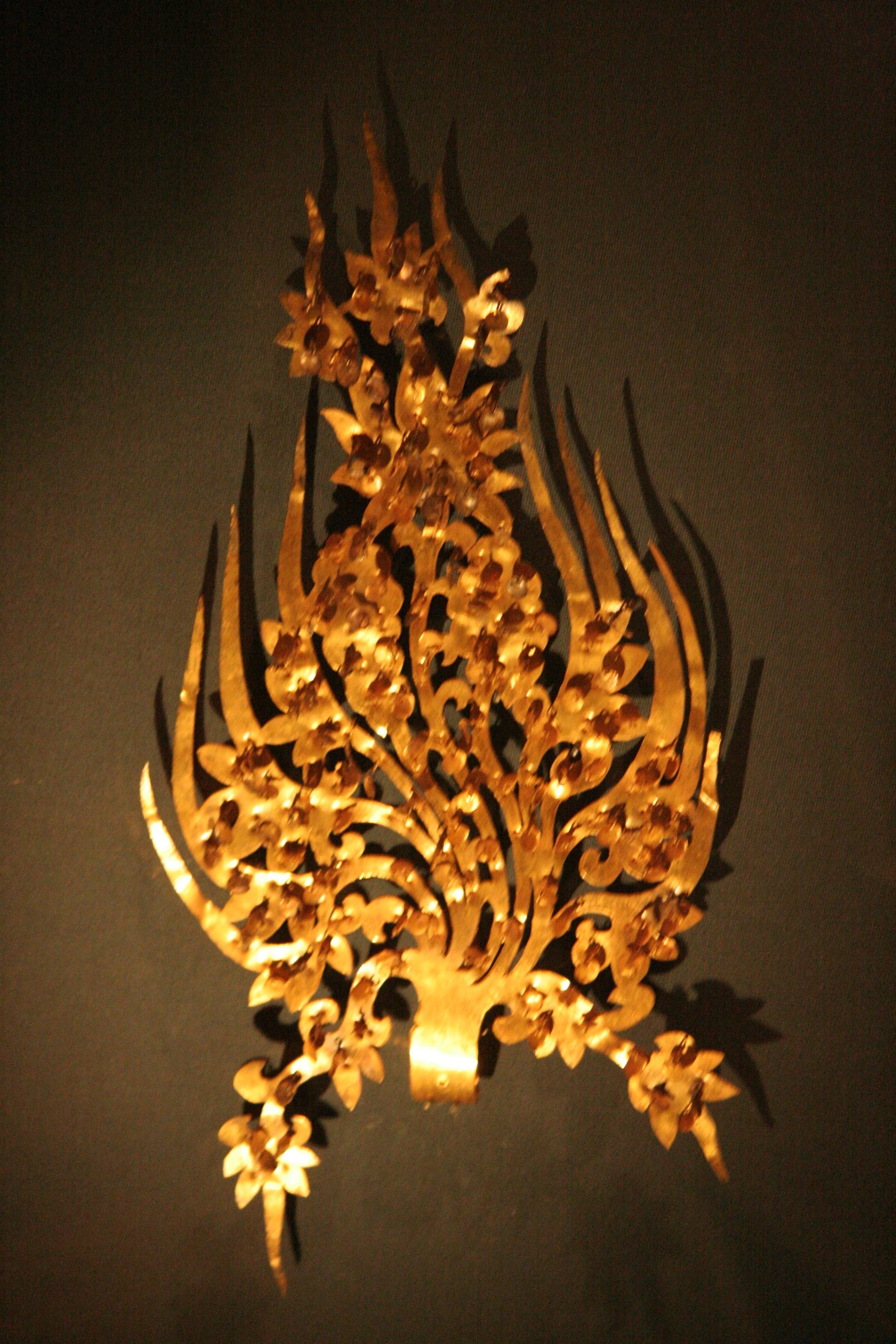
Coroa de Baekje
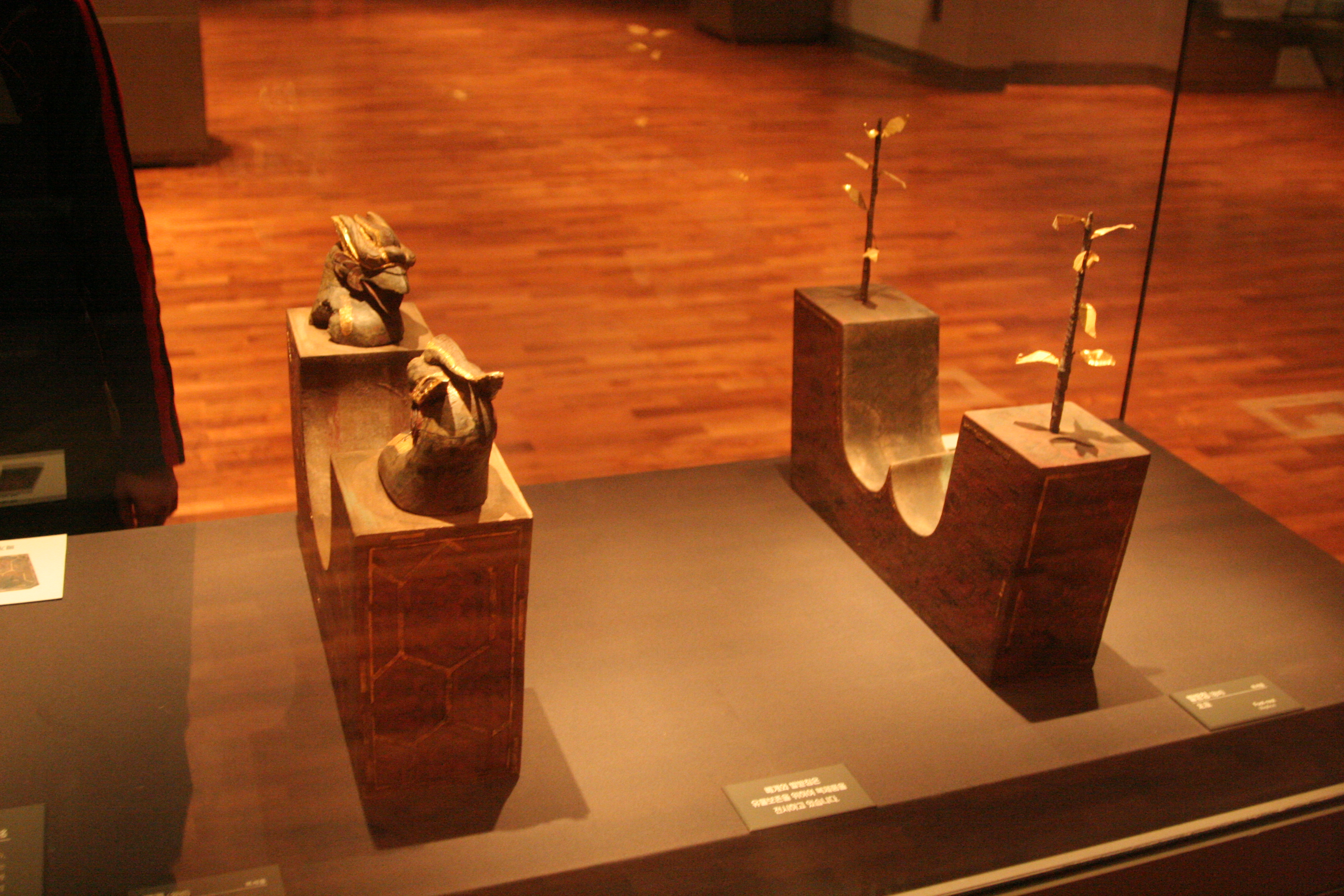
Apoios dos pés e cabeça reais da tumba do Rei Muryeong
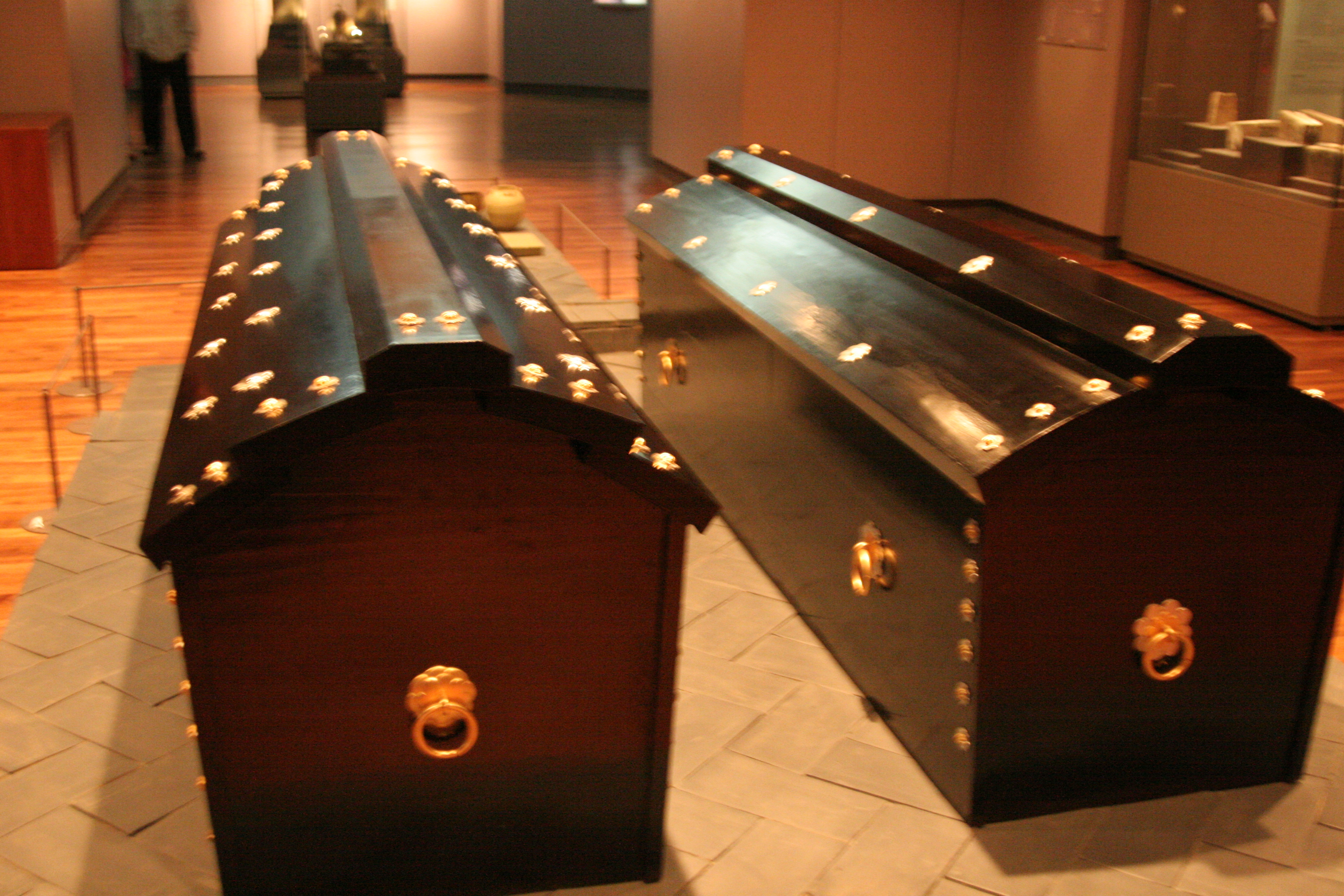
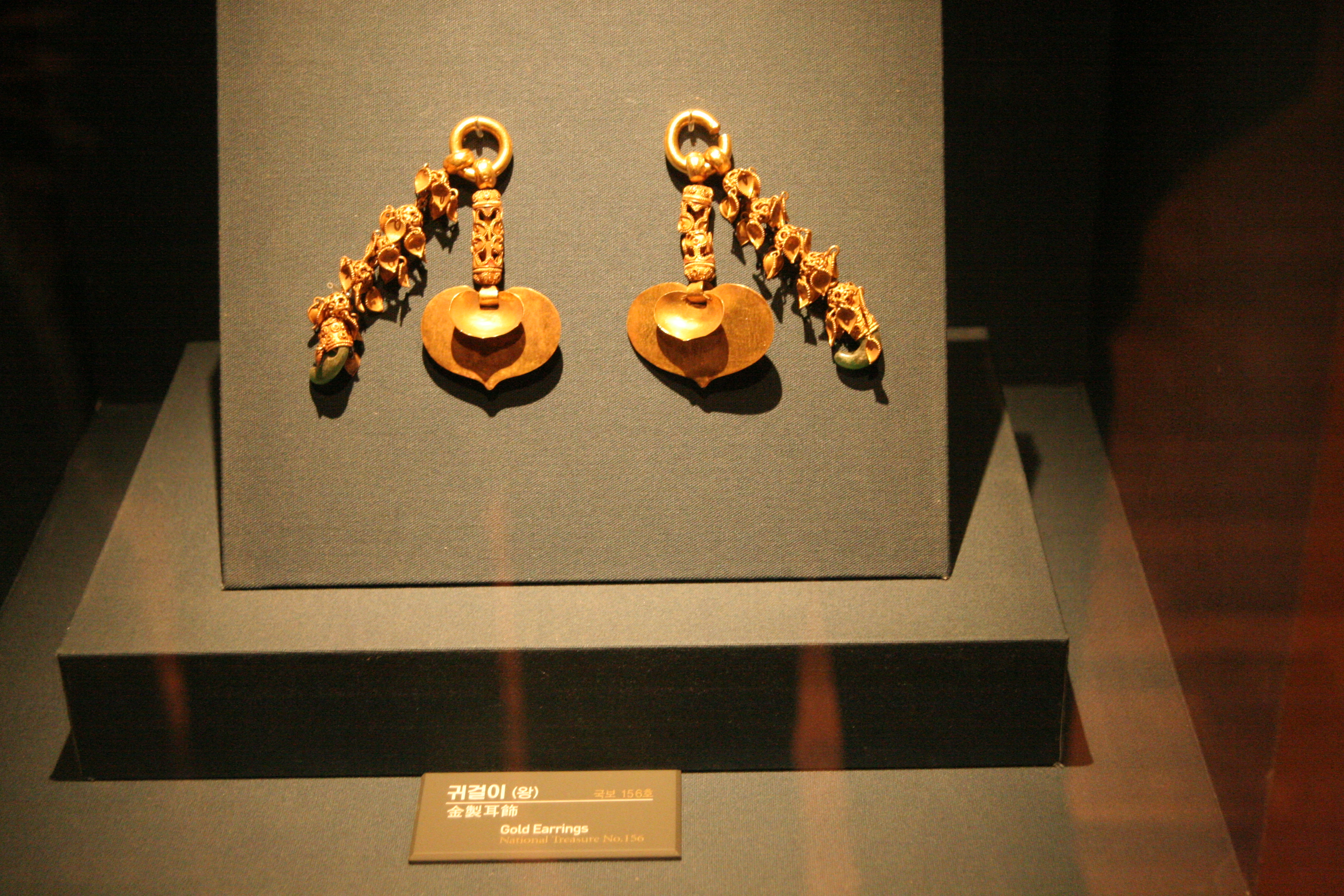
Brincos escavados da tumba do Rei Muryeong